# Bárbara Arenhart
Bárbara Elisabeth Arenhart (n. 4 octombrie 1986, Novo Hamburgo, Rio Grande do Sul, Brazilia) este o handbalistă braziliană care joacă pentru echipa daneză Nykøbing Falster Håndbold și echipa națională a Braziliei pe postul de portar.
Pe 14 februarie 2014, în timp ce se afla sub contract cu Hypo Niederösterreich, presa a anunțat că, începând din vara anului 2014, Arenhart va juca pentru echipa HCM Baia Mare care evoluează în Liga Națională. La finalul sezonului 2014-2015, conducerea HCM Baia Mare nu a mai prelungit contractul handbalistei.

## Palmares
- Liga Națională:
  - Medalie de argint: 2015

- Cupa României:
  -  Câștigătoare: 2015

- Liga Națională a Austriei:
  - Câștigătoare: 2012, 2013

- Cupa Austriei:
  -  Câștigătoare: 2012, 2013

- Liga Națională a Norvegiei: 
  - Medalie de argint: 2011

- Cupa Spaniei:
  -  Câștigătoare: 2008

- Cupa Cupelor EHF: 
  -  Câștigătoare: 2013

- Jocurile Panamericane:
  - Câștigătoare: 2011

- Campionatul Mondial:
  -  Câștigătoare: 2013

- Campionatul Panamerican de Handbal:
  - Câștigătoare: 2011, 2013
  - Medalie de argint: 2009

- Campionatul Sud-American de Handbal:
  - Câștigătoare: 2013

- Cupa Provident:
  -  Câștigătoare: 2013

## Premii
- Portarul All-Star Team la Campionatul Mondial: 2013
- Handbalista anului în Austria: 2013
- Portarul de handbal feminin al anului în Austria: 2013